# Gospodarstvo znanja
Gospodarstvo znanja (ili gospodarstvo temeljeno na znanju) je ekonomski sustav u kojem se proizvodnja dobara i usluga uglavnom temelji na aktivnostima koje zahtijevaju veliku količinu znanja te doprinose napretku tehničkih i znanstvenih inovacija. Ključni element vrijednosti je veća ovisnost o ljudskom kapitalu i intelektualnom vlasništvu koji može poslužiti kao izvor inovativnih ideja, informacija i praksi. Organizacije su dužne unovčiti ovo "znanje" u svojoj proizvodnji kako bi potaknule i produbile proces poslovnog razvoja. Manje se oslanja na fizičke inpute i prirodne resurse. Gospodarstvo temeljeno na znanju oslanja se na ključnu ulogu nematerijalne imovine unutar organizacijskih struktura u poticanju modernog gospodarskog razvitka. 
Gospodarstvo znanja karakterizira visokokvalificirana radna snaga unutar mikroekonomskog i makroekonomskog okruženja; institucije i industrije stvaraju poslove koji zahtijevaju specijalizirane vještine kako bi se zadovoljile potrebe globalnog tržišta. Na znanje se gleda kao na dodatni input rada i kapitala. U načelu, glavni kapital pojedinca je znanje, koje zajedno sa sposobnošću upotrebe stvara ekonomsku vrijednost.
U gospodarstvu znanja, visokokvalificirana radna mjesta zahtijevaju izvrsne tehničke i komunikacijske vještine kao što su rješavanje problema, fleksibilnost povezivanja s više disciplinarnih područja kao i sposobnost prilagodbe promjenama za razliku od premještanja ili izrade fizičkih objekata u konvencionalnim gospodarstvima temeljenim na proizvodnji. Gospodarstvo znanja razlikuje se od agrarne ekonomije, u kojoj je primarna ekonomska djelatnost poljoprivreda za vlastite potrebe za koju je glavni uvjet ručni rad ili industrijalizirano gospodarstvo koje karakterizira masovna proizvodnja u kojoj je većina radnika relativno nekvalificirana.
Gospodarstvo znanja naglašava važnost vještina u uslužnom sektoru, trećoj fazi ekonomskog razvoja, koja se naziva i postindustrijska ekonomija. Povezana je s informacijskom ekonomijom, koja naglašava važnost informacija kao nefizičkog kapitala, i digitalnom ekonomijom, koja naglašava stupanj do kojeg informacijska tehnologija olakšava trgovinu. Za tvrtke, intelektualno vlasništvo kao što su poslovne tajne, materijal zaštićen autorskim pravima i patentirani procesi postaju vrijedniji u gospodarstvu znanja nego u ranijim razdobljima.
Prijelaz globalne ekonomije na gospodarstvo znanja također se naziva Informacijsko doba, koje donosi informacijsko društvo. Pojam gospodarstva znanja proslavio je Peter Drucker kao naslov 12. poglavlja u svojoj knjizi The Age of Discontinuity (1969.), koji je Drucker pripisao ekonomistu Fritzu Machlupu, a potječe iz ideje znanstvenog upravljanja koju je razvio Frederick Winslow Taylor.

## Koncepti

### Gospodarstvo znanja i ljudski kapital
Ekonomski sustav koji nije utemeljen na znanju smatra se nezamislivim. Opisuje proces potrošnje i proizvodnih aktivnosti koje se zadovoljavaju primjenom stručnosti radnika – intelektualnog kapitala i tipično predstavlja značajnu razinu pojedinačnih ekonomskih aktivnosti u suvremenim gospodarstvima kroz izgradnju međusobno povezane i napredne globalne ekonomije gdje su izvori znanja ključni elementi.
Sadašnji koncept "znanja" potječe iz povijesnih i filozofskih istraživanja Gilberta Rylea i Israela Schefflera koji su znanje svrstali pod izraze "proceduralno znanje" i "konceptualno znanje" i identificirali dvije vrste vještina: " rutinske sposobnosti ili mogućnosti" i "kritičko razmišljanje" tj. inteligentna izvedba; a dalje su ga razradili Lundvall i Johnson koji su definirali "znanje" ističući četiri opsežne kategorije:
- Know-what: je znanje o "činjenicama", predstavljanje vlasništva nad informacijama. Primjeri uključuju stanovništvo zemlje i povijesne dokaze. Kao što se pojavljuje informacijska revolucija, složena zanimanja kao što su pravo i medicina i dalje su vrlo zahtjevna za znanje i stručnost u ovoj kategoriji.
- Know-why: proučavanje unutar ljudskog uma i društva na temelju znanja o principima i zakonima kretanja u prirodi. Odnosi se na teoretsko istraživanje znanstvenih i tehnoloških polja, što je bitno za omogućavanje inovacija u proizvodnom procesu i razvoju proizvoda u područjima kao što su sveučilišta i specijalizirane tvrtke. Također može smanjiti učestalost pogrešaka u postupcima.
- Know-who: odnosi se na specifične i selektivne društvene odnose, odnosno identifikaciju ključnih osoba koje znaju rješenja i sposobne su raditi u kompleksnim situacijama. Pronalaženje pravih ljudi može biti važnije od poznavanja osnovnih znanstvenih spoznaja za uspjeh inovacija.
- Know-how: je vještina i iskustvo pojedinca za obavljanje različitih stvari na praktičnoj razini. Pojedinci razmjenjuju iskustva u grupama s jedinstvenim praksama. Ono čini ljudski kapital poduzeća.

## Karakteristike društva znanja
- Znanje je strateški resurs u proizvodima i uslugama
- Znanje u budućnosti je umreženo, decentralizirano i interdisciplinarno
- Učinkovito korištenje znanja je ključni čimbenik konkurentnosti
- Znanje postaje tržišno dobro

## Vanjske poveznice
- Hrvatska alternativa  Arhivirana inačica izvorne stranice od 4. svibnja 2010. (Wayback Machine)